# 본조세기
본조세기(일본어: 本朝世紀 혼초세이키[*])는 헤이안 시대 말기에 편찬된 역사서이다.
일본의 정사인 『육국사』(六国史)의 뒤를 잇는 역사서로써 도바 상황(鳥羽上皇)의 명으로 도바 상황의 측근이었던 신제이(信西, 후지와라노 미치노리藤原通憲)가 편찬하였다. 성립은 1150년-1159년. 『사관기』(史官記), 『외기일기』(外記日記)로도 불린다. 전 20권. 
『일본삼대실록』(日本三代実録)을 잇는 저술로써 우다 천황(宇多天皇) 치세인 877년 이후 고노에 천황(近衛天皇, 재위 1141년-1155년)까지를 다루었다. 여러 집안의 일기(日記) ・ 계도(系図)를 원문 그대로 시대순으로 정돈한 것이다. 그러나 편찬을 맡은 신제이는 헤이지의 난(平治の乱, 1159년)에 사망해버려 미완성으로 끝났고, 대부분은 흩어져 버렸다. 
현존하는 것은 935년～1153년의 내용 가운데 일부일 뿐이지만, 그 시대의 역사 ・ 세상풍속(世相風俗)을 전하는 좋은 사료이다. 나아가 미완성이라고는 하지만 『육국사』 이후를 매듭짓는 사서로써, 한편으로 얼마 남아있지 않은 궁부(宮府) 기록의 유문(遺文)으로써 높은 가치를 지닌다.

## 같이 보기
- 역사서
- 육국사
- 정사